# Vought V-141
Le Vought V-141 est un prototype d'avion militaire de l'entre-deux-guerres. En dépit de sa conception moderne, il ne fut pas adopté par les forces armées des États-Unis, ces derniers ayant préféré le Curtiss P-36 Hawk. Le seul pays qui se porta acquéreur de la licence de fabrication fut l'empire du Japon, mais sans donner suite pour une construction en série. Cet avion présente cependant une grande importance dans l'histoire de l'aéronautique, car c'est le prédécesseur immédiat du Chance Vought F4U Corsair, qui deviendra un avion de légende durant la guerre du Pacifique.

## Conception
Il est développé à partir du dessin qui Northrop XFT est resté à l’état de prototype.
L'unique prototype du V-143 est finalement acheté par l'empire du Japon en juillet 1937 pour 175 000 dollars américains (
3112326 dollars actuels). Testé par la Marine impériale japonaise, il est considéré comme inférieurs aux derniers chasseurs japonais en service.